# Донбас (прикордонний корабель)
«Донбас» — прикордонний сторожовий корабель проекту 205П (шифр «Тарантул») Державної прикордонної служби України 3 рангу. Має бортовий номер BG-32.

## Історія
Корабель морської охорони 3-го рангу «Донбас» (BG-32) було побудовано на виробничому об’єднанні «Алмаз» 28 травня 1982 року. До червня 1992 року – ПСКР-705. Весною 2014 року корабель перемістився з анексованого Кримського півострову до Маріуполя. Знаходиться в складі Маріупольського загону морської охорони. У 2016 році, протягом 60 діб, на судоремонтному заводі у Маріуполі було проведено поточний ремонт систем корабля. У 2018 тим же підприємством був проведений ремонт судна, а саме: очищення та фарбування корпусу, обслуговування паливних, масляних та баластних цистерн, встановлення протекторів на підводній частині корпусу, ремонт рульових механізмів, гвинтів та валів, систем охолодження тощо. А також були проведені роботи з модернізації окремих систем та механізмів двигунів корабля.
Був затоплений у ході бойових дій під час повномасштабного вторгнення РФ на територію України. Перші фото цього затопленого корабля з'явилися 15 квітня 2022.